# Magopinaciophilie

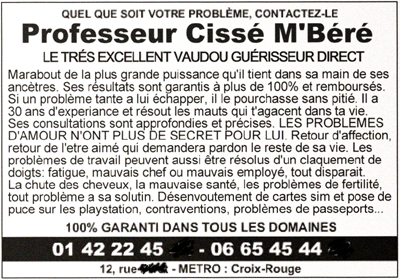
Tract de marabout.

Le mot magopinaciophilie est un néologisme qui décrit la collection de prospectus publicitaires vantant les services de marabouts,.
Depuis 2005 en France, un site Internet humoristique nommé Mégabambou.com est dédié à leur collecte et à leur collection. Sa rubrique Galerie archive plus de 1 400 flyers en 2012. En 2023 elle en référence 2 171. Ce site propose également un générateur de tracts de marabouts  et une horloge.